# Tetrix xinjiangensis
Tetrix xinjiangensis är en insektsart som beskrevs av Zheng, Z. 1996. Tetrix xinjiangensis ingår i släktet Tetrix och familjen torngräshoppor. Inga underarter finns listade i Catalogue of Life.